# Shark (film, 2000)
Pour les articles homonymes, voir Shark.
Pour plus de détails, voir Fiche technique et Distribution.
Great White est un film américain réalisé par Zac Reeder, sorti en 2000. Le film est basé sur les attaques de requins de 1916 dans le New Jersey. Le titre du film a été changé en Shark pour la première sortie vidéo aux États-Unis, mais a été conservé le même à l'échelle internationale.

## Synopsis
Sur la base des attaques de Jersey Shore de 1916, une série de morts mystérieuses commence à survenir dans une petite ville du désert. Les événements attirent l'attention du professeur Steven Miller (Richard Keats). Au début, le shérif Ross (Terry Arrowsmith) affirme que les incidents sont le résultat d’animaux de la montagne, mais les circonstances ne concordent pas et Miller est sceptique. Avec une observation de requin par un villageois ivre et un corps mâché qui s’est échoué sur le rivage, Steven doit convaincre les forces de l’ordre incrédules que les eaux de Laughlin, au Nevada, ont été envahies par un grand requin blanc de douze pieds.

## Distribution
- Richard Keats : Steven Miller[2]
- Raja Collins : David Miller
- Terry Arrowsmith : le shérif Ross
- Stephanie Allen : Nancy Miller
- CJ Morrow : Sarge
- Crocket Maricle : le sergent
- Ryan Moe : Sam
- Drew Wood : Joe
- Michael Main : Jake
- Zac Reeder : lui-même
- Jay Link : lui-même
- Juni Reeder : l'officier

## Versions
Le film est sorti pour la première fois en DVD et VHS aux États-Unis le 22 août 2000, cependant, avec des pistes audio déformées et retitrées. Shark a également été publié au Japon par Beam Entertainment, et en Allemagne par VZM. Le film a été réédité le 11 février 2014 aux États-Unis sous son titre original Great White par RetroVision Entertainment, LLC. Le DVD comportait la piste audio anglaise correctement mélangée et présente le film sans aucune modification.